# أفيوليت

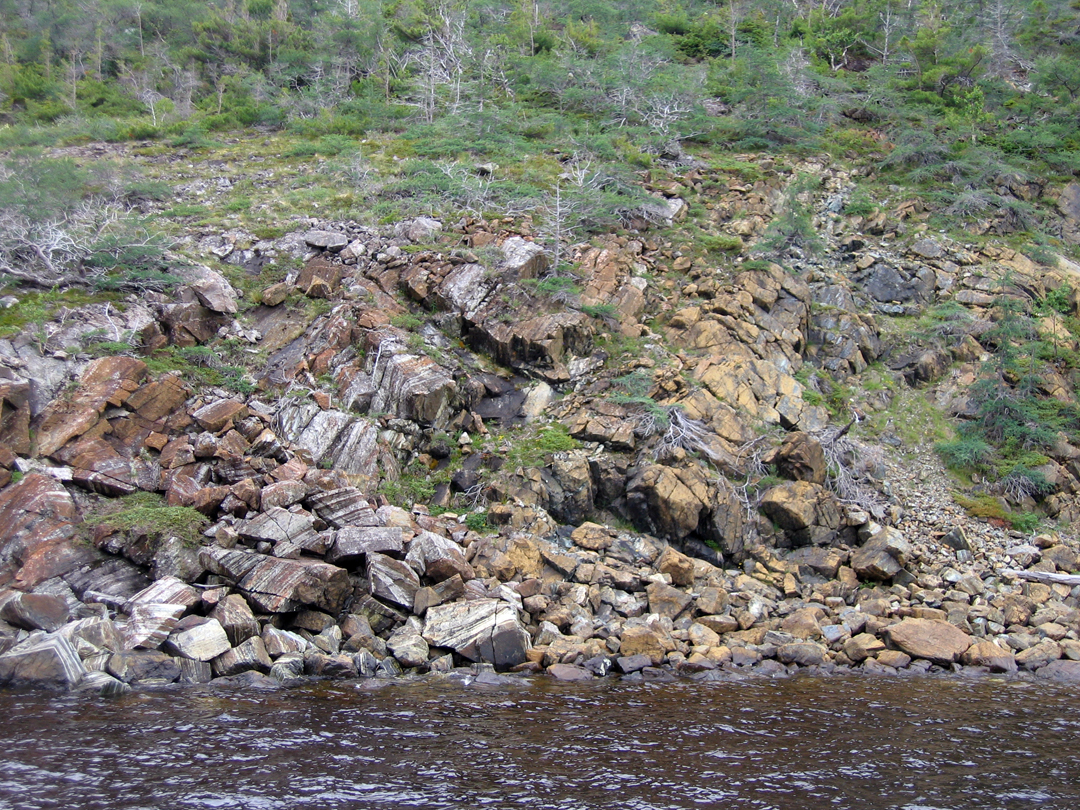
اوردوفيجيان اوفيوليت في جروس مورن الحديقة الوطنية، نيوفاوندلاند.

الأفيوليت Ophiolite هو جزء من القشرة المحيطية للأرض والغطاء العلوي السفلي الذي رُفع وانكشف فوق مستوى سطح البحر وغالبًا ما يتموضع على صخور القشرة القارية.

## أصل التسمية
تم العثور على الكلمة اليونانية ὄφις، أوفيس (ثعبان) باسم الأفيوليت، بسبب النسيج السطحي لبعض منهم. السربنتينيت بشكل خاص يشير إلى جلد الثعبان. اللاحقة lite من اليونانية lithos تعني «حجر». بعض الأفيوليت لها لون أخضر. ظل أصل هذه الصخور، الموجود في العديد من الكتل الجبلية، غير مؤكد حتى ظهور نظرية الصفائح التكتونية.
تتعلق أهميتها الكبيرة بحدوثها داخل الأحزمة الجبلية مثل الألب والهيمالايا، حيث توثق وجود أحواض المحيط السابقة التي استهلكت الآن عن طريق الاندساس. كانت هذه البصيرة واحدة من الركائز التأسيسية للصفائح التكتونية، ولعبت الأفيوليت دائمًا دورًا مركزيًا في نظرية الصفائح التكتونية وتفسير الأحزمة الجبلية القديمة.

## تشابه الطبقات

تسلسل الطبقات للاوفيوليت.

يتوافق التسلسل الشبيه الطبقية الذي لوحظ في الأفيوليت مع عمليات تشكيل الغلاف الصخري في مناطق ظهور المحيطات:
- الرسوبيات: الطين (طفل صفحي أسود) و صخر صواني مترسب منذ تشكيل القشرة.
- basaltic pillow lavas (حمم بازلتية تظهر على شكل وسائد) تظهر الاتصال بين الصهارة ومياه البحر.
- قاطع ناري مقسم كالصفحات: قواطع نارية متعامدة ومتوازية، وهي التي تغذي الصهارة (lava) التي بالأعلى.
- مستوى عالي من الصخور المتبلورة داخل الأرض:(gabbro).
- طبقات gabbro، الناتجة عن استقرار المعادن في حجرة الصهارة.
- تجمع البريدوتيت: طبقات من dunite الغنية بالمعادن التي استقرت من غرفة الصهارة.
- Tectonize بريدوتيت: صخورالستار الغنية بمعادن harzburgite/lherzolite.

المؤتمر الميداني بينرس للاوفيوليت في عام 1972، تم فيه إعادة تعريف مصطلح الاوفيوليت ليشمل فقط الصخور النارية المذكورة أعلاه، باستثناء الرواسب التي شكلت بشكل مستقل عن القشرة الموجودين عليها. هذا التعريف تم الطعن فيه في الآونة الأخيرة بسبب دراسات جديدة عن القشرة المحيطية من خلال البرنامج المتكامل للحفر في المحيطات وغيرها من رحلات بحوث قد أظهرت أن مواقع القشرة المحيطية يمكن أن تكون متغيرة تماما، ومتغيرة في أماكن الصخور البركانية التي تجلس مباشرة على البريدوتيت tectonite، مع عدم التدخل gabbros.

## الابحاث

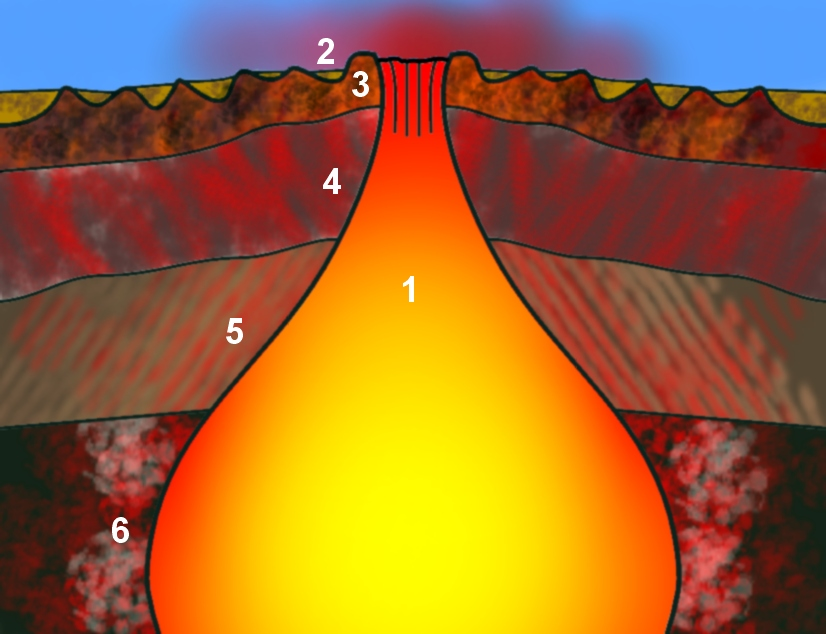
هيكل مبسط من الاوفيوليت:
1. محور غرفة الصهارة
2. الرواسب البحرية
3. وسادة البازلت
4. قواطع نارية بازلتية مثل الالواح.
5. صخور متبلورة داخل الأرض، gabbro.
6. dunite/البريدوتيت cumulates

حركة الموائع خلال قشرة محيطية جديدة تسبب serpentinization, alteration ل peridotites وتحويل المعادن التي في gabbros والبازلت إلى تجمعات صخور ذات درجات حرارة منخفضة على سبيل المثال، plagioclase، pyroxene، olivine في القواطع النارية والحمم التي ستتغير (alter) إلى albite, كلوريت، serpentine، على التوالي. في كثير من الأحيان، الاجسام الخامة مثل ترسبات كبريتيد الغني بالحديد غيرت epidosites (صخور الابيدوت -الكوارتز ) التي هي دليل على الأسود المدخنين (black smokers), التي لا تزال تعمل داخل قاع البحر مع توسع قيعان المحيطات وتكون ظهور المحيطات.[بحاجة لمصدر]

## تشكيل ووضع
Ophiolites تم تحديدها في معظم orogenic الأحزمة. العالم. ومع ذلك، فإن قضيتين تحتاج للمناقشة لتكوين الاوفيوليت:  أصل وترتيب وآلية وجود الاوفيوليت. وجودها تم من خلال عملية رفع للطبقات فوق قشرة قارية قليلة الكثافة. 

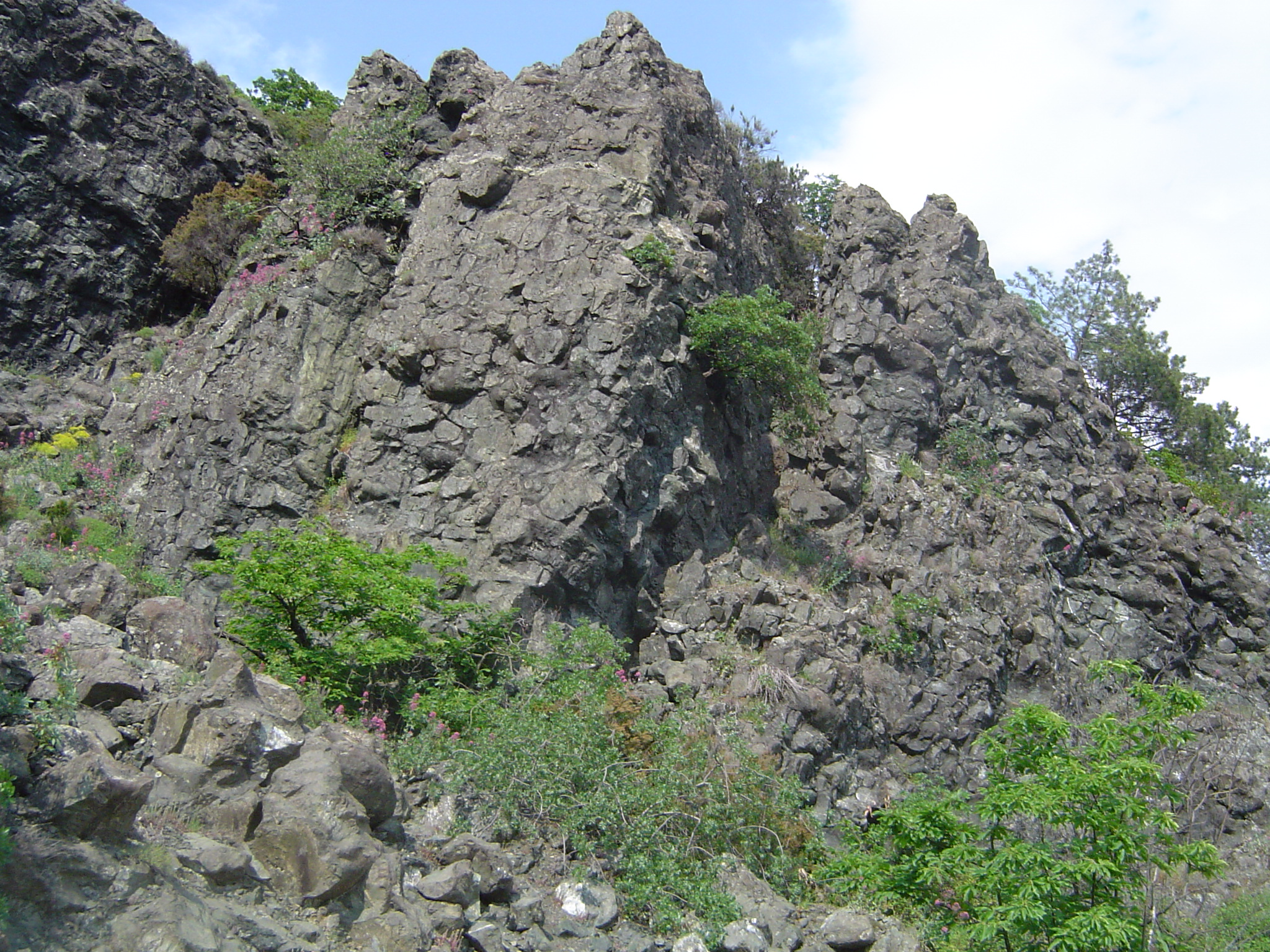
A pillow lava from an ophiolite sequence, Northern Apennines، Italy